# Arthroleptis adolfifriederici
Arthroleptis adolfifriederici là một loài ếch thuộc họ Arthroleptidae.
Loài này có ở Burundi, Cộng hòa Dân chủ Congo, Kenya, Rwanda, Tanzania, và Uganda.
Môi trường sống tự nhiên của chúng là rừng ẩm vùng đất thấp nhiệt đới hoặc cận nhiệt đới, vùng núi ẩm nhiệt đới hoặc cận nhiệt đới, và rừng thoái hóa nghiêm trọng.
Chúng hiện đang bị đe dọa vì mất môi trường sống.